# وبريات

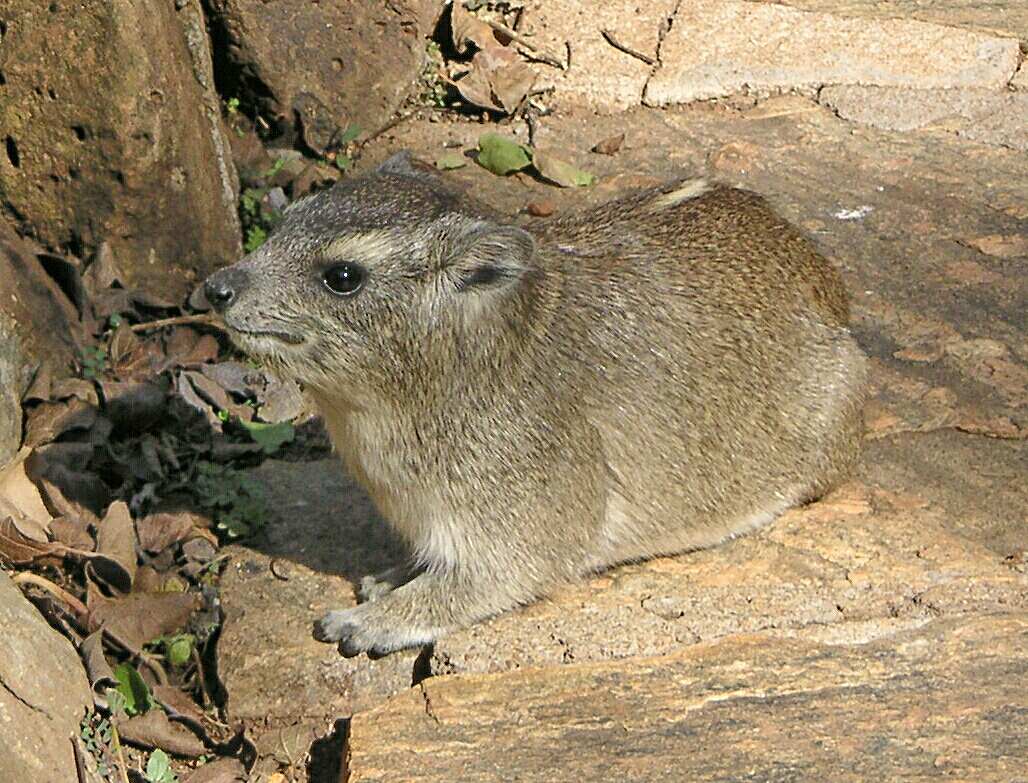
وبر الحجر الصفار.

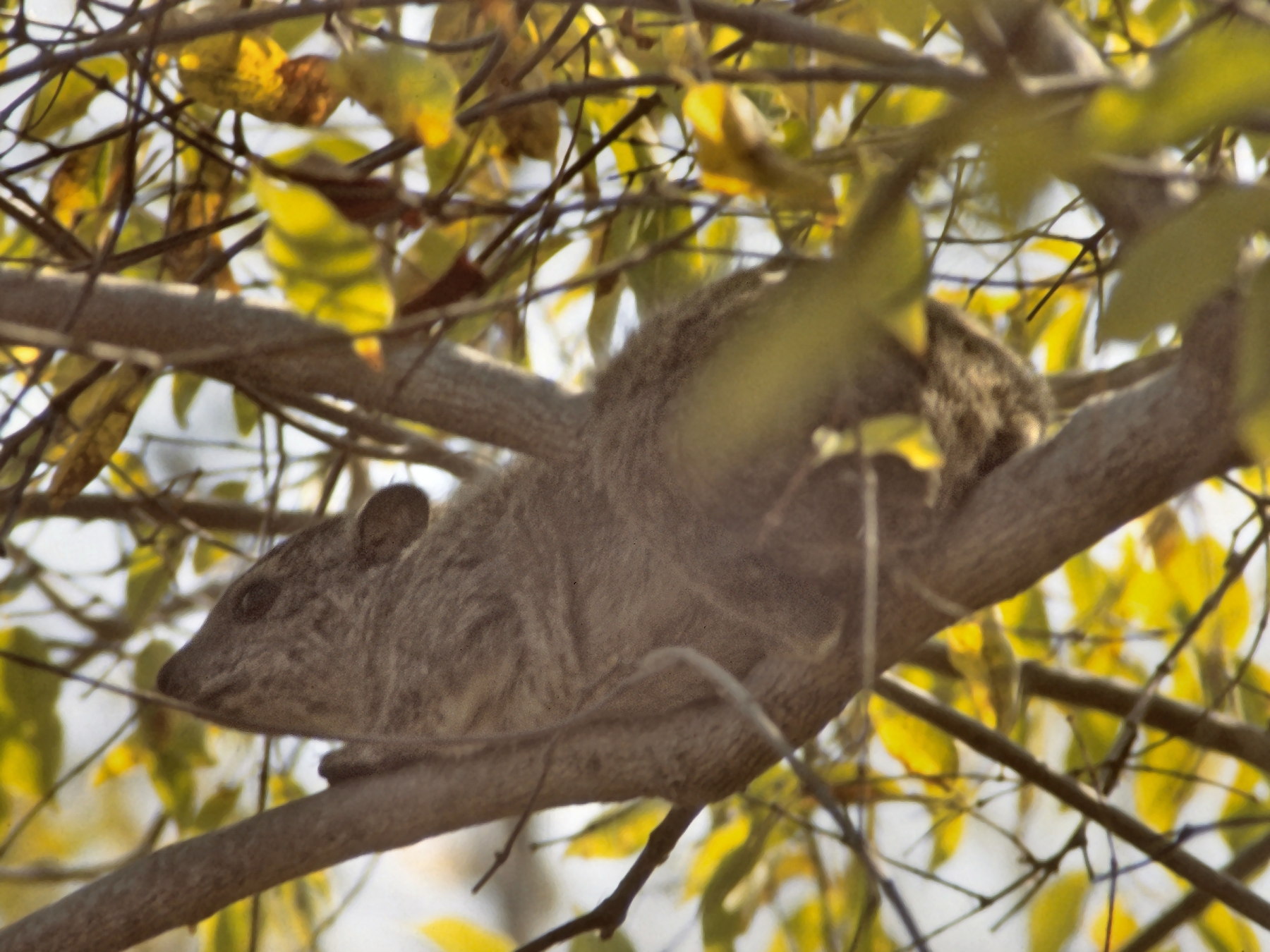
وبر الشجر.

الوَبْر (الجمع: وِبَار ووُبُور) (بالإنجليزية: Hyrax) حيوان صغير ينتمي إلى رتبة الوَبْريَات التي تسمى أيضًا الدَّمَانِيَّات (الاسم العلمي: Hyracoidea)، وهو بحجم الأرنب ويكتسي الفرو، تعود متحجراته إلى العصر الآيوسيني. تنتشر أنواع هذه الرتبة في أفريقيا وشبة الجزيرة العربية وفي السعودية تحديدا المنطقة الغربية والجنوبية. وتعيش في مختلف أنواع البيئات، تضم هذه الرتبة 5 أنواع حية، تملك الوبريات غددا ماصة في أخمص قدميها تمكنها من الثبات على الصخور وجذوع الأشجار ولدى الوبريات رؤوس قصيرة وآذان صغيرة كما تتميز بأن لديها قاطعين بارزين متباعدين ينموان بشكل مستمر.
تعيش الوبريات في مستعمرات تضم من 5 إلى 80 فردا داخل الشقوق الصخرية أو حتى جحور الحيوانات الأخرى وتعيش بمعدل متوسط لمدة 10 سنوات ولكن يمكنها أن تعيش حتى 14 سنة.
لدى الوبريات قدرة صوتية كبيرة الأمر الذي يمكنها من حماية نفسها عن طريق الصراخ والصرير وحتى الهمهمة.